# Selina Davenport

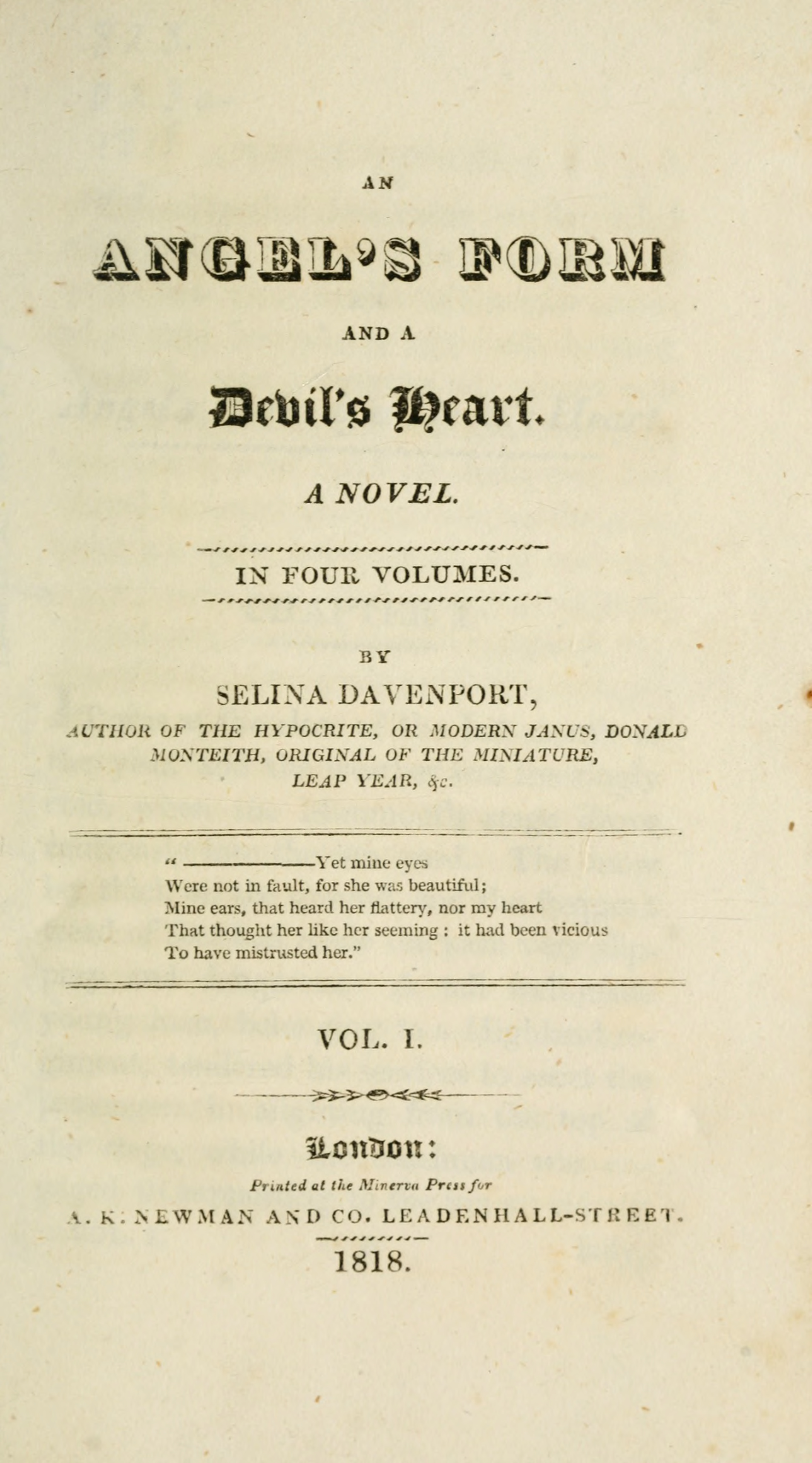
Titelseite von Selina Davenport: An Angel's Form and a Devil's Heart: a Novel, Minerva Press, London 1818

Selina Davenport, geborene Selina Granville Wheler (* 27. Juni 1779 in London; † 14. Juli 1859 in Knutsford, Cheshire) war eine britische Romanautorin, die kurzzeitig mit dem Lexikonschreiber und Biografen Richard Alfred Davenport (1777–1852) verheiratet war. Ihre elf veröffentlichten Romane werden als „wirkungsvoll, wenn auch klischeehaft“ beschrieben.

## Leben
Davenport wurde als Tochter des Kapitäns Charles Granville Wheler und dessen Frau geboren. In jungen Jahren lernte Selina die Schwestern Anna Maria und Jane Porter kennen, die beide Anfang des 19. Jahrhunderts erfolgreiche Schriftstellerinnen wurden, und freundete sich mit ihnen an. Von den beiden Schwestern stand sie Jane näher, und die beiden Frauen blieben bis zum Tod Porters im Jahr 1850 befreundet.
Am 6. September 1800, im Alter von 21 Jahren, heiratete sie den Schriftsteller Richard Alfred Davenport. Sie bekamen zwei Töchter, Mary (* 1803 in Chelsea) und Theodora (* 1806 in Putney), trennten sich jedoch um 1810 aus, wie Davenport es nannte, „hinreichenden Gründen“. Sie ließen sich jedoch nie scheiden und heirateten beide nicht wieder.
Nach der Trennung behauptete Davenport, sie habe so gut wie nichts mehr, während ihr Mann angab, sie habe Schulden in Höhe von 150 Pfund hinterlassen, die bei der Leitung einer Schule entstanden waren. Sie begann zu schreiben, um sich und ihre beiden Töchter zu ernähren.
Selina Davenport schrieb insgesamt elf Romane, die von Minerva Press, später A. K. Newman & Company, veröffentlicht wurden, ein Verlag, der vor allem für sentimentale Romane und Schauerliteratur bekannt war.
Der erste Roman Sons of the Viscount, and the Daughters of the Earl von 1813 hat eine typische Handlung von Familienfeindschaft und Verführung und handelt von zwei Schwestern, die sich in zwei Brüder verlieben. Das eine Paar findet sein Eheglück, das andere wird durch Leichtsinn und schließlich durch den Tod getrennt. In Italian Vengeance and English Forbearance (1828) geht es um eine rächende Frau, die ihren Verführer in einem Duell erschießt. Ein Literaturkritiker bemerkte, dass Italian Vengeance „Tropen des Schauerromans benutzt, um einen häuslichen Sittenroman reißerisch zu machen“.
Neben dem Schreiben von Romanen unterstützte Davenport ihre Familie finanziell mit verschiedenen geschäftlichen Unternehmungen, unter anderem mit dem Betrieb eines Kaffeehauses und einer Tanzschule. Außerdem erhielt sie finanzielle Hilfe von Jane Porter und zusätzliche Unterstützung in Form eines Briefes von Elizabeth Gaskell an den Royal Literary Fund, in dem sie ein Gesuch um finanzielle Hilfe unterstützte. Ihr Ehemann hingegen versuchte zu verhindern, dass sie Zahlungen aus diesem Fonds erhielt.
Davenport gab 1834 das Schreiben auf und unterstützte danach ihre verwitweten Töchter, indem sie einen kleinen Laden in Knutsford, Cheshire, betrieb, der Stadt, in der Gaskell ihren berühmten Roman Cranford ansiedelte. Sie starb 1859 im Alter von 80 Jahren und wurde in der St. John the Baptist's Church in Knutsford beigesetzt.

## Veröffentlichungen
- The Sons of the Viscount. And the Daughters of the Earl: a Novel; Depicting Recent Scenes in Fashionable Life, Henry Colburn, London 1813 (Online).
- The Hypocrite: or, The Modern Janus; a Novel, Minerva Press, London 1814 (Online oder Online).
- Donald Monteith, the Handsomest Man of the Age: a Novel, Minerva Press, London 1815 (Online).
- The Original of the Miniature: a Novel, Minerva Press, London 1816.
- Leap Year: or, Woman’s Privilege; a Novel, Minerva Press, London 1817.
- An Angel’s Form and a Devil’s Heart: a Novel, Minerva Press, London 1818 (Online).
- Preference: a Novel, A. K. Newman and Co., London 1824 (Band I, Band 2).
- Italian Vengeance and English Forbearance: a Romance, A. K. Newman and Co., London 1828.
- The Queen’s Page: a Romance, A. K. Newman and Co., London 1831 (Band 1, Band 2, Band 3,).
- The Unchanged: a Novel, A. K. Newman and Co., London 1832 (Band 1, Band 2, Band 3).
- Personation: a Novel, A. K. Newman and Co., London 1834 (Band 1, Band 2, Band 3).

## Weitere Literatur
- Elizabeth Cleghorn Gaskell: The Letters of Mrs. Gaskell. Hrsg.: J. A. V. Chapple und Arthur Pollard. Manchester University Press, Manchester 1997, ISBN 1-901341-03-8 (Erstausgabe:  1966).